# Stan Stasiak
George Stipich (13 de abril de 1937 - 19 de junio de 1997), más conocido por su nombre en el ring de Stan Stasiak, fue un luchador profesional canadiense y quinto Campeón de la World Wide Wrestling Federation. Es el padre del luchador profesional Shawn Stasiak.

## Carrera
Nacido como George Stipich, Stasiak hizo su debut en la lucha libre en Quebec, Canadá. Utilizó el apodo de "Crusher" al principio de su carrera y aplicaba un bear hug como movimiento final. Más adelante en su carrera, adoptó el Heart punch como su movimiento final.
Durante su tercera estancia con la World Wide Wrestling Federation, obtuvo una de las mayores oportunidades de su carrera. Stan "The Man" Stasiak ganó el Campeonato Mundial Peso Pesado de la WWWF el 1 de diciembre de 1973, derrotando a Pedro Morales.

## Campeonatos y logros
- Cauliflower Alley Club

- Other honoree (1996)

- Maple Leaf Wrestling

- NWA International Tag Team Championship (Toronto version) (1 vez) - con Man Mountain Campbell

- NWA All-Star Wrestling

- NWA Canadian Tag Team Championship (Vancouver version) (2 veces) - con Dutch Savage

- NWA Big Time Wrestling

- NWA Brass Knuckles Championship (Texas version) (2 veces)
- NWA Texas Heavyweight Championship (1 vez)
- NWA Texas Tag Team Championship (1 vez) - con Killer Tim Brooks

- NWA Western States Sports

- NWA Brass Knuckles Championship (Amarillo version) (1 vez)

- National Wrestling Federation

- NWF North American Heavyweight Championship (1 vez)

- Pacific Northwest Wrestling

- NWA Pacific Northwest Heavyweight Championship (6 veces)
- NWA Pacific Northwest Tag Team Championship (8 veces) - con Mad Russian (1), Mighty Ursus (1), Haru Sasaki (1), Tony Marino (1), Dutch Savage (1), Buddy Rose (1) and Billy Jack Haynes (2)

- Stampede Wrestling

- NWA Canadian Heavyweight Championship (Calgary version) (3 veces)
- Stampede North American Heavyweight Championship (1 vez)
- Stampede Wrestling Hall of Fame

- World Championship Wrestling (Australia)

- IWA World Heavyweight Championship (1 vez)

- World Wide Wrestling Federation

- WWWF World Heavyweight Championship (1 vez)
- WWE Hall of Fame (Class 2018)